# Dumalag
Dumalag ist eine philippinische Stadtgemeinde in der Provinz Capiz. Sie hat 29.466 Einwohner (Zensus 1. August 2015).

## Baranggays
Dumalag ist politisch in 19 Baranggays unterteilt.
| - Concepcion - Consolacion - Dolores - Duran - San Agustin - San Jose - San Martin - San Miguel - San Rafael - San Roque | - Santa Carmen - Santa Cruz - Santa Monica - Santa Rita - Santa Teresa - Santo Angel - Santo Niño - Santo Rosario - Poblacion |

## Persönlichkeiten
- Jose Fuerte Kardinal Advincula, römisch-katholischer Erzbischof von Manila